# Адмиралтейская слобода
Адмиралтейская слобода (Бежболда, тат. Бишбалта бистәсе, Адмираллык бистәсе, [biʃbɑlta bistæsɘ]), в советское время — Кзыл-Армейская слобода (тат. Кызыл Армия бистәсе)) — историческая местность в Кировском районе Казани, одна из старейших частей города.

## География и объекты

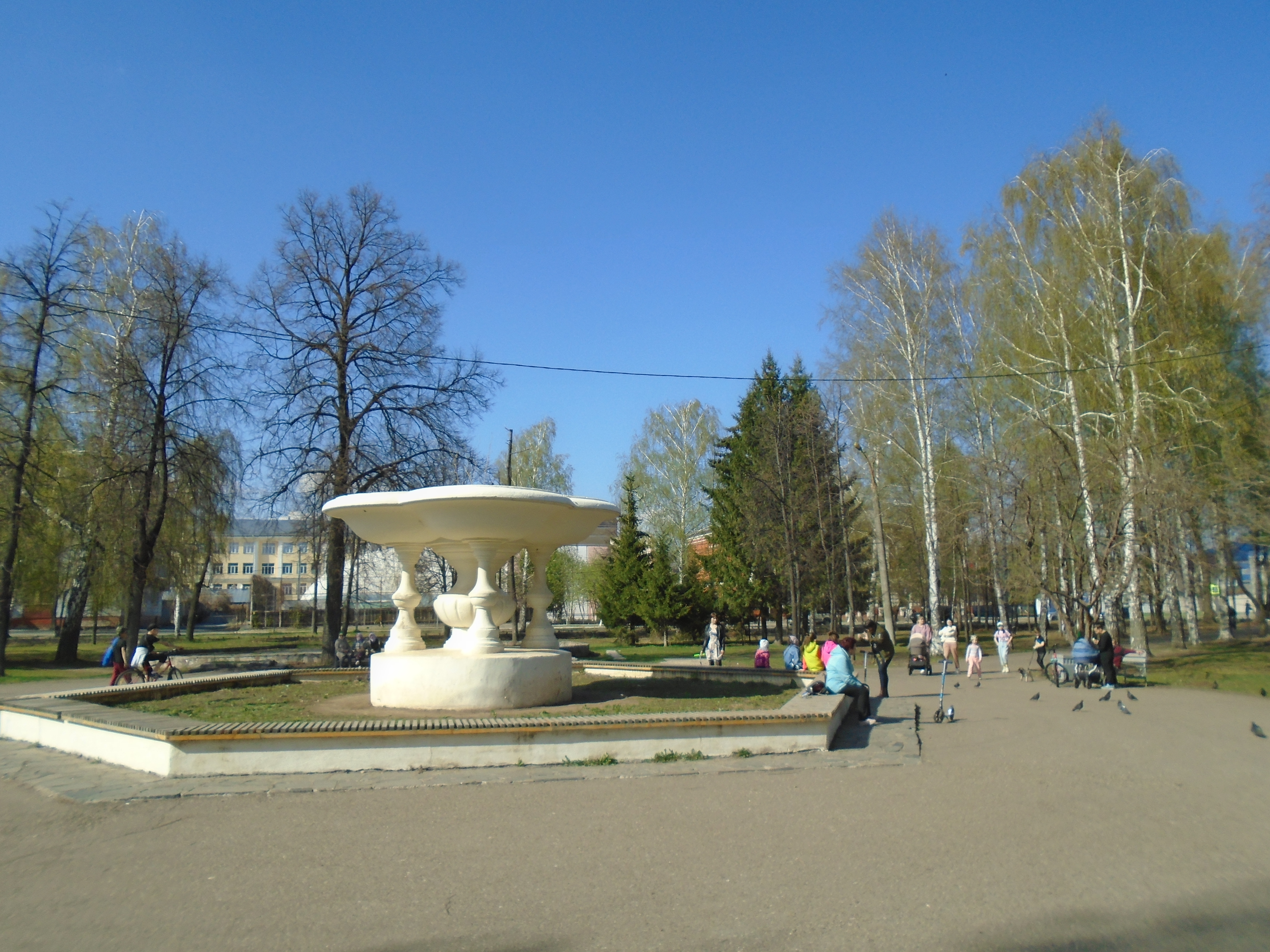
Адмиралтейский парк

Адмиралтейская слобода находится в юго-западной части Кировского района, между старым и новым руслами Казанки. Западнее находятся Большое и Малое Игумново, восточнее — Ягодная слобода, севернее — Пороховая слобода. Осевой главной магистралью слободы является улица Клары Цеткин.

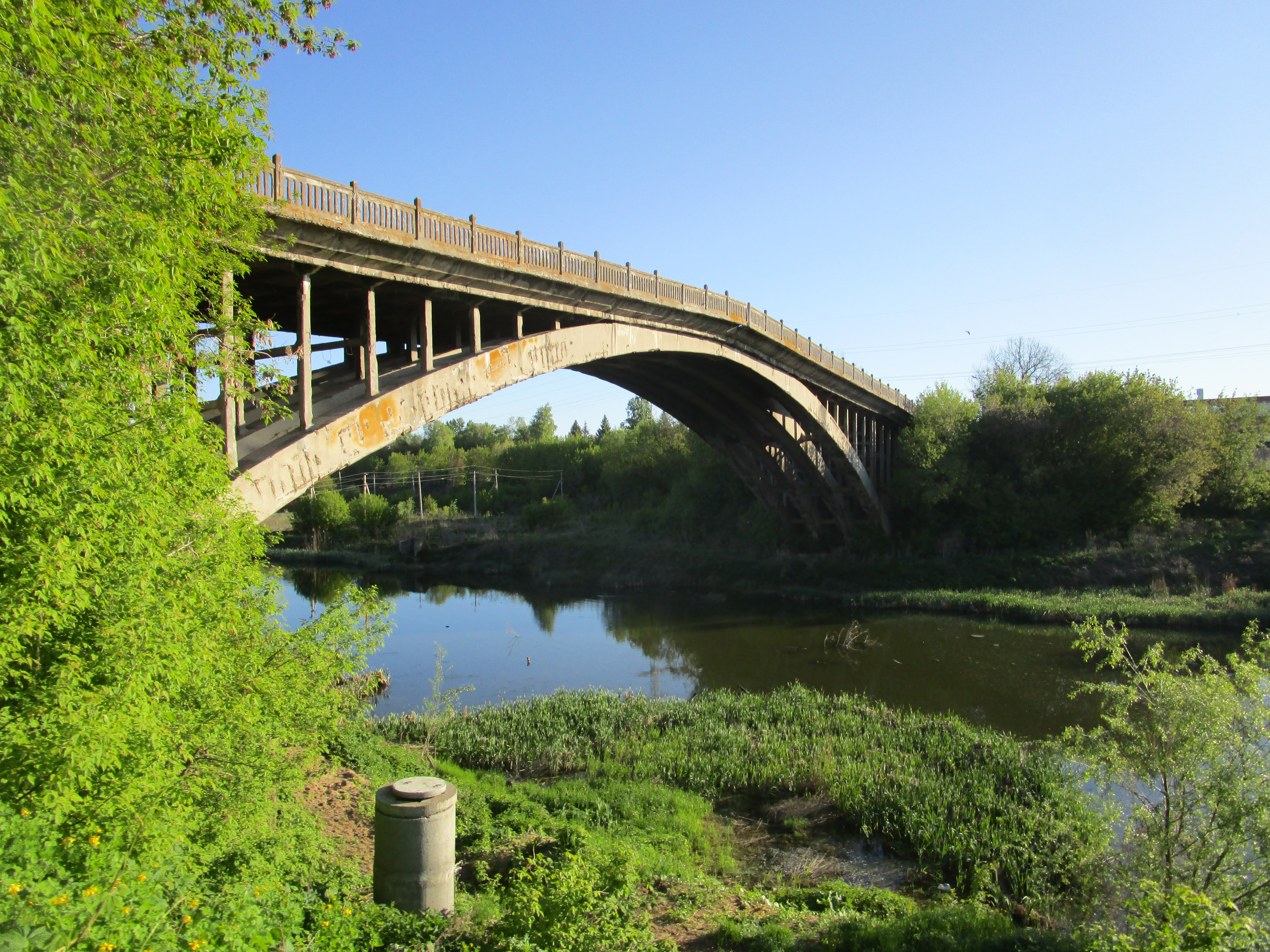
Горбатый мост

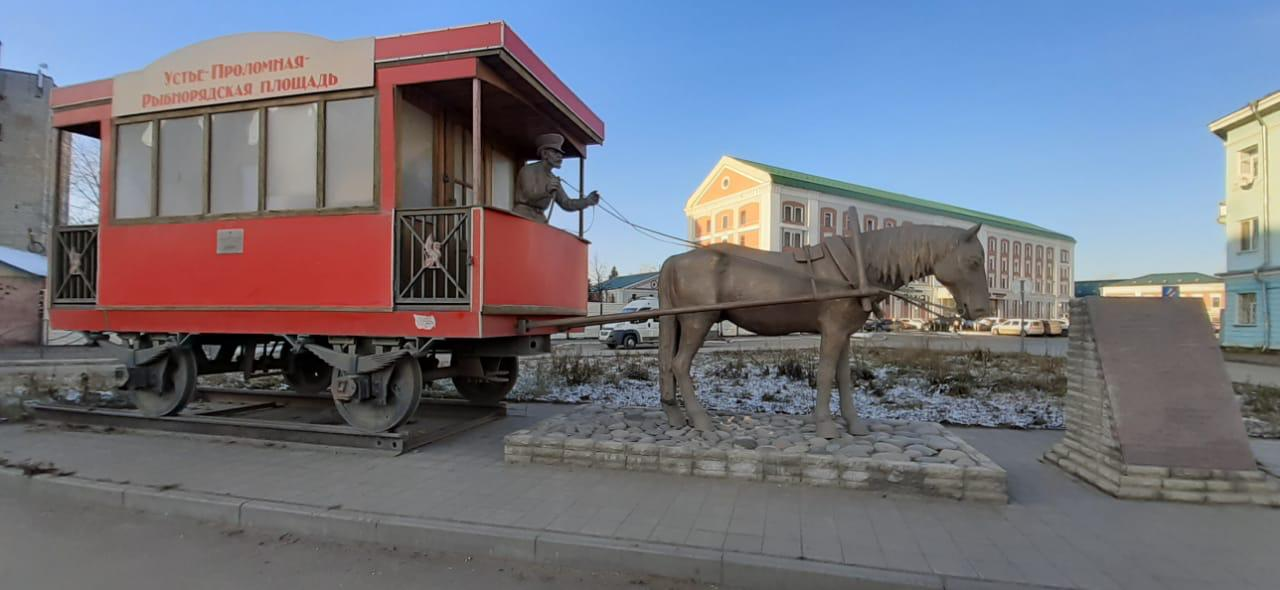
Памятник конке

Слобода застроена преимущественно зданиями в один-несколько этажей, хотя есть некоторое количество высотных зданий (9-14 этажей). Слобода на всём своём протяжении выходит на реку Волгу, имеются как гидротехническая бетонная набережная, так и (в начале) небольшой песчаный берег с растительностью и неофициальным пляжем. Адмиралтейскую и Ягодную слободы через старое русло Казанки соединяет железобетонный Горбатый мост. В слободе разбит один из старейших в городе Адмиралтейский парк (ранее — Сад рыбака). Многие ранее действовавшие крупные предприятия (в том числе первая площадка вертолётного завода, завод транспортного оборудования «Серп и Молот», завод «Сантехприбор») закрыты. Есть мечеть и православный храм. Действуют Академия тенниса имени Шамиля Тарпищева, Академия гимнастики и спорта, Национальный союз каратэ Татарстана, ряд других спортивных и прочих клубов. Ранее действовавшая первая в городе линия трамвая (изначально — конки) ликвидирована, намерения заменить трамваи троллейбусами реализованы не были, слобода обслуживается только несколькими маршрутами автобусов и одноимённой станцией пригородных электропоездов.
Ожидается масштабная реновация слободы и старого русла Казанки с созданием делового центра, обширной музейно-рекреационной зоны «Адмиралтейская верфь» с аллеей исторических кораблей, причалами и новой Волжской набережной.

## История

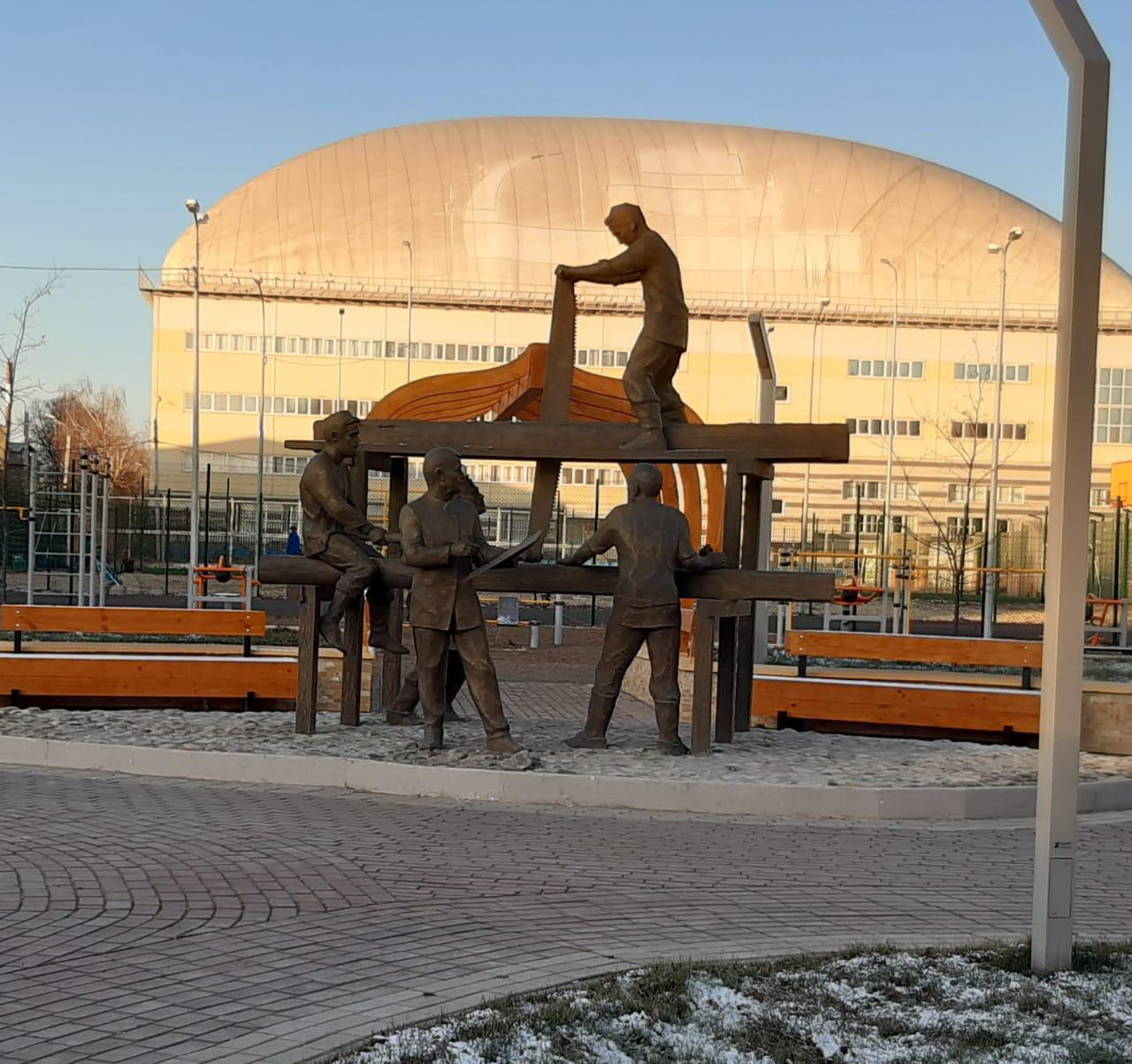
Памятник зодчим слободы

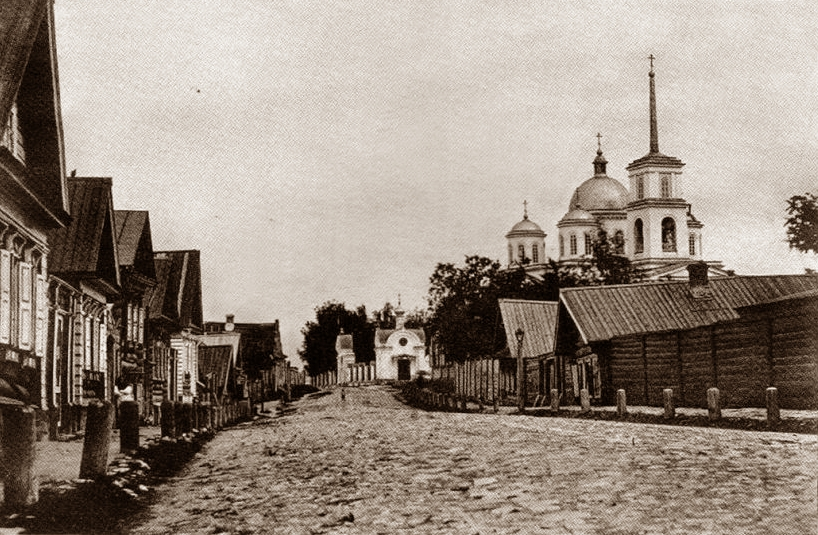
Слобода в начале XX века

Археологические изыскания, проведённые в этих местах Альфредом Халиковым, показали, что поселение на месте Адмиралтейской слободы существовало несколько сотен лет назад. Историк Ринат Султанов считает, что ко второй половине XIV века в селении существовало развитое судостроительное производство, а в XV веке Бишбалта, находившаяся в юго-западной части современной Адмиралтейской слободы, стала крупным населённым пунктом, жители которого занимались строительство торгового и военного флота.
В марте 1552 года назначенный русским наместником Казани вместо низложенного хана Шах-Али Семён Микулинский доезжает до Бишбалты, однако попасть в Казань ему не удаётся — в городе начались волнения; мирное присоединение Казанского ханства не состоялось. Во время штурма Казани шестью месяцами позже у Бишбалты русские войска преследовали отступавших казанцев.
После захвата Казани русскими местное население было изгнано; писцовая книга второй половины 1560-х годов обнаружила в Бежболде, ставшей собственностью Зилантова монастыря, 3 крестьянских двора. Позже у села появилось второе название — Макарьевское, по одноимённой церкви.
В первой четверти XVIII века на землях села Бежболда возникает адмиралтейство; были возведены сооружения для постройки кораблей, корпуса складов, сараи, казармы и разные мастерские. При адмиралтействе также было основано первое на территории современной Казани светское учебное заведение — Казанская цифи́рная школа. За пределами рва возникло поселение, позднее слившееся с Бежболдой, где стали селиться чины адмиралтейской службы. За всё время существование Казанского адмиралтейства было сооружено около 400 судов различных наименований.
Вскоре после упразднения адмиралтейства в 1829 году слобода была присоединена к Казани в 1833 году. К 1849 году была построена Земская, или Адмиралтейская дамба, связавшая слободу с центром города. С Ягодной, Большой и Малой Игумновыми слободами Адмиралтейская слобода соединялась сезонными деревянными мостами.

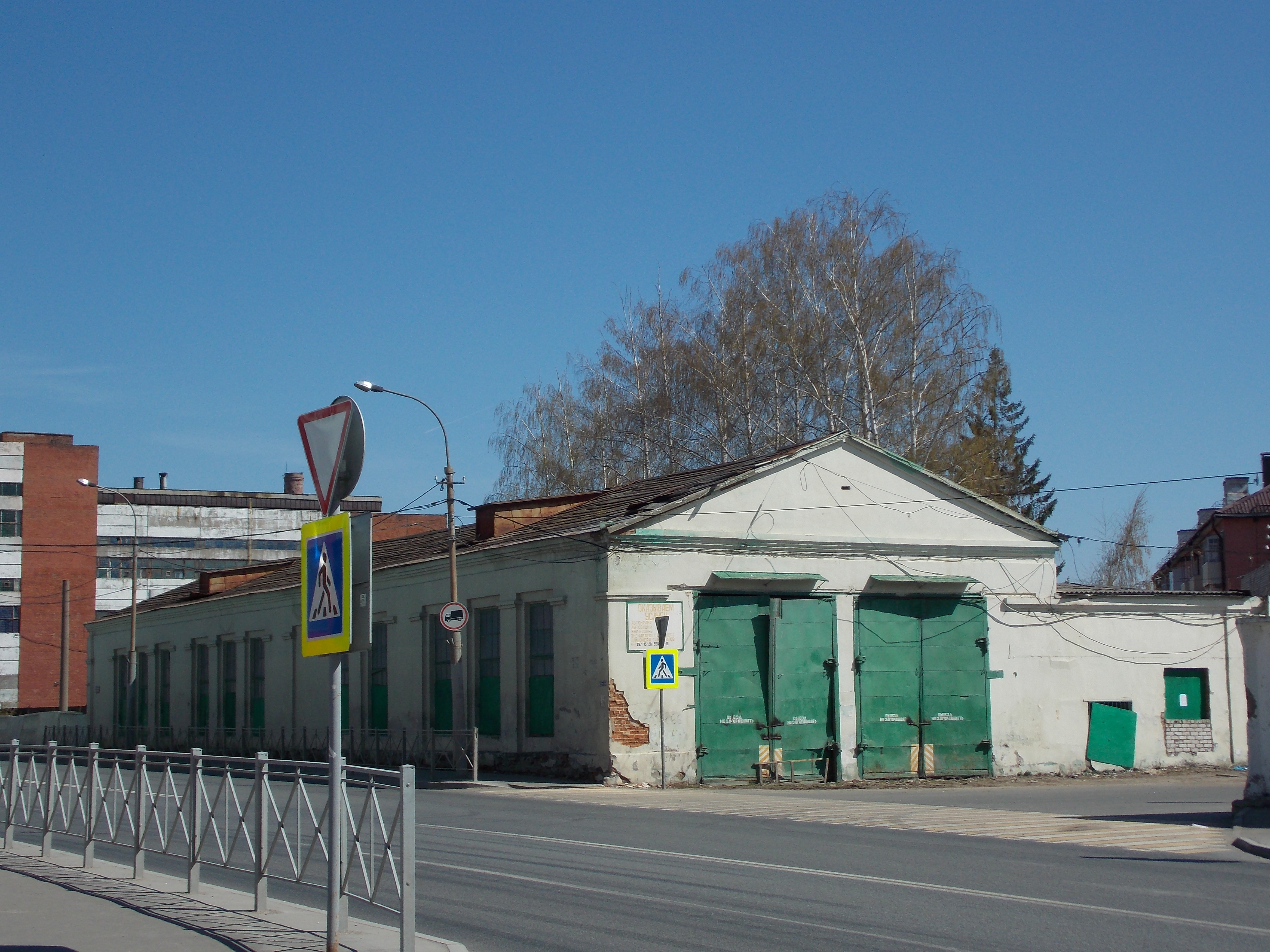
Историческое депо конки и трамвая

Виды общественного транспорта в дореволюционной Адмиралтейской слобода появлялись раньше, чем во многих других частях Казани: этому способствовало её расположение на дороге, соединявшей центр города с пристанями на Волге. Так, в 1854 году через слободу начал ходить омнибус, в 1875 году была проложена Волжская линия конно-железной дороги, в районе пересечения Адмиралтейской, Московской и Макарьевской улиц было оборудовано депо на 200 лошадей; в 1900 году «конку» заменила Волго-Проломная линия казанского трамвая.

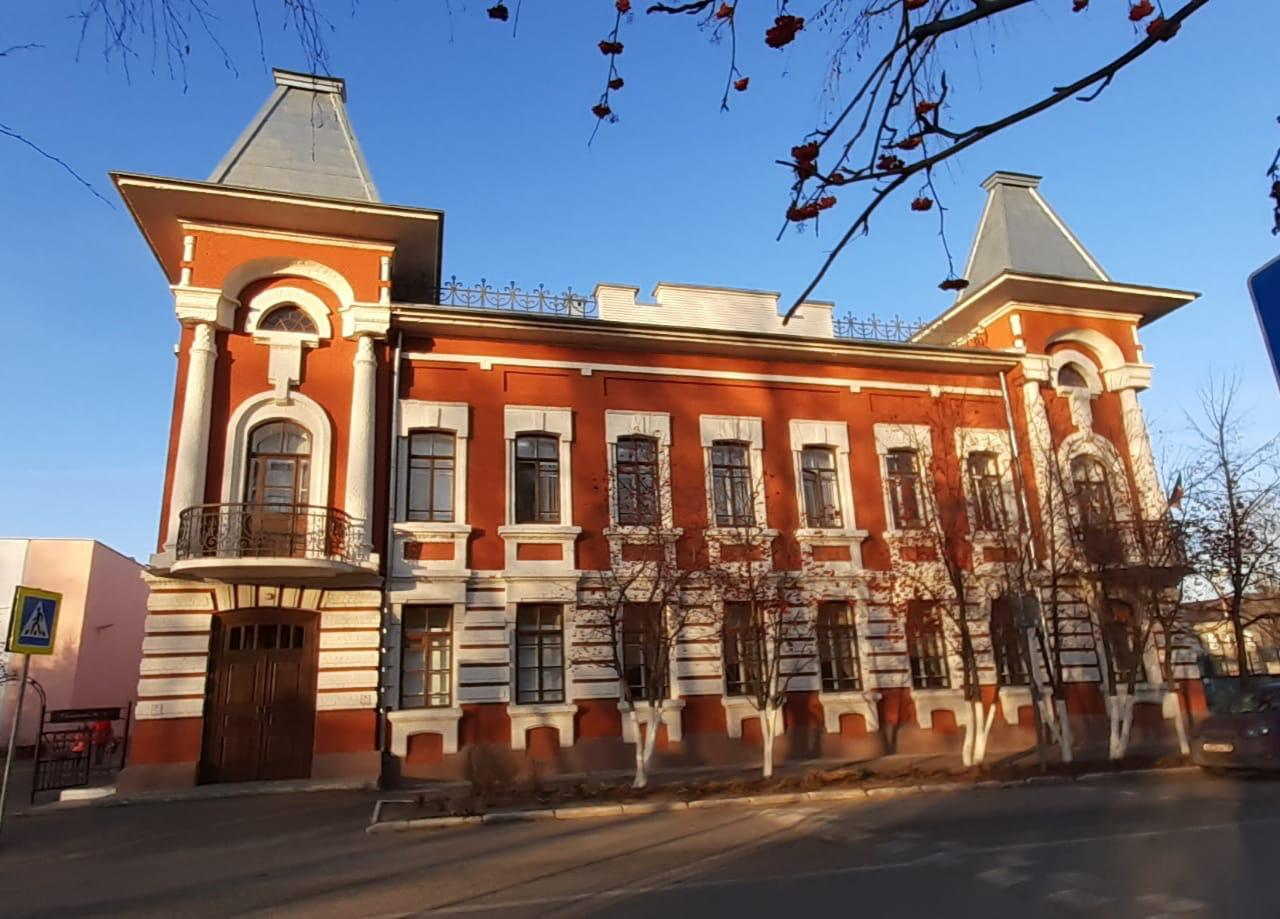
Историческая гимназия

В начале XX века в Адмиралтейской слободе проживало около 10 тысяч человек имелись 2 церкви (Макарьевская и Боголюбская), 2 мечети (обе на Большой улице), 2 кладбища (русское у Зилантова монастыря и татарское на южной окраине слободы), почтово-телеграфная контора, артиллерийский склад, войсковая приёмная комиссия, управление 6-й полицейской части, больница, аптека, речное училище, частная женская гимназия, V, XXII и XVI начальные училища, русско-татарское училище, несколько мектебов. Из промышленных предприятий существовали кожевенные заводы: Готлицера, торгового дома "Вигдорчик, Гольдман и Вебер под фирмою «Кожа», Никулина , Торгово-промышленного общества Алафузовских фабрик и заводов, механические заводы Држевецкого  и Керичева , склад слабоалкогольных напитков Петцольда, механическо-кузнечно-слесарное заведение Счастливцева, табачно-махорочная фабрика наследников Эккерт, чугунолитейный и механический завод Ярцева, паркетная фабрика Локке.
В 1920-е годы западная часть слободы была застроена многоэтажными домами — это было связано с проектируемым строительством речного порта в Ближнем Устье; также несколько многоэтажных и деревянных домов было построено кооперативом «Красный химик» рабочих завода № 40 и кожевенного завода. В 1930-е годы появляются новые предприятия — завод обозных деталей, галантерейная фабрика. Во время немецко-советской войны на территорию слободы были эвакуированы: на территорию завода обозных деталей — завод № 387 из Ленинграда, на территорию швейной фабрики № 6 — часть патронного завода № 60 из Луганска, ленто-ткацкая фабрика № 13 из Москвы.
В середине 1950-х годов при строительстве Куйбышевского водохранилища русло Казанки, ранее огибавшей слободу с трёх сторон, было изменено, и после его заполнения Адмиралтейская слобода, ранее находившаяся на левом берегу Казанки, оказалась на её правом, противоположном от Кремля, берегу.
В послевоенный период крупнейшими промышленными предприятиями слободы являлись вертолётный завод, завод «Сантехприбор» (2315 работников в 1979 году, ~1500 в 1993 году), текстильно-галантерейная фабрика (1074 чел. в 1979 г., ~800 чел. в 1993 г.), завод «Серп и Молот» (918 чел. в 1979, ~650 чел. в 1993 г.), завод кожсырья кожевенного производственного объединения, шарикоподшипниковый завод (242 чел. в 1979, ~260 чел. в 1993 г.); также в слободе находилась контора стройтреста № 5 Главтатстроя (~1600 чел. в 1993 г.).
Из дошкольных учреждений на территории слободы находились ясли № 3 и 30, детские сады № 6 и 226 завода «Сантехприбор», № 91 текстильно-галантерейной фабрики, № 301 вертолётного завода и № 83, 86 Кировского РОНО. Начальные и средние учебными заведениями являлись средняя школа № 32, школа рабочей молодёжи № 17, СГПТУ № 24 и речной техникум. Действовала школа младших авиационных специалистов (в/ч 03205). Также на её территории находились свыше 10 предприятий торговли и бытового обслуживания (комбинат «Татбытреклама» и филиал цеха № 4 объединения «Экран» МБОН ТАССР, баня вертолётного завода, 3 магазины Кировского райпищеторга, магазин хозмебельторга, 2 магазина хлебторга, магазин 2-го горпищеторга, магазин горплодоовощторга, 2 парикмахерские, 3 столовых), культурно-просветительские учреждения (кинотеатр «Звезда», клубы завода Сантехприбор, вертолётного завода, текстильно-галантерейной фабрики, библиотека), учреждения МВД ТАССР (прокуратура Кировского района, спецприёмник, медвытрезвитель), детская больница и аптека.
В послевоенный период в Адмиралтейской слободе велось и жилищное строительство. В основном дома строились для сотрудников расположенных неподалёку предприятий: так, текстильно-галантерейная фабрика построила для своих сотрудников жилой квартал с детским садом (дд. № 28 и 30 по Кожевенной улице, № 13 по Речной улице и № 1 по улице Жуковка). Вертолётный завод строил дома в западной части слободы (дд № 15/21, 17 и другие по улице Адмиралтейской), завод «Серп и Молот» — в основном в юго-восточной части слободы (дд. № 22/1, 24, 26, 28 по улице Серп и Молот, дд. № 2 и 4 по Большой улице и д. № 18 по улице Красный Химик). Кроме того свои дома здесь строили завод «Сантехприбор» (ул. Клары Цеткин, 11, 13, 15/17 (снесён), 17, Большая ул., 70, Милицейская, 6, 32, 8, 22, 27, 29 (последние 4 снесены)), шарикоподшипниковый завод (Клары Цеткин, 31а, Большая, 106 (снесён)), Казанская железная дорога (ул. Кожевенная, 21, 23, 48, 50, Архангельская ул., 27 — все снесены в 1990-е — 2000-е), речной порт (ул. Клары Цеткин, 9, Милицейская 26, 26а, 26б (снесены) и другие), КЭЧ Казанского района (Адмиралтейская, 21, 23/30 и другие), завод медаппаратуры (Клары Цеткин, 34), стройтрест № 2 (Милицейская (Столярова), 35) и другие предприятия.

## Население
| 1897 | 1917    | 1920  | 1923  | 1926    |
| ---- | ------- | ----- | ----- | ------- |
| 6927 | ↗13 386 | ↘7798 | ↗8702 | ↗10 157 |

### Национальный состав
|         | 1920          | 1926          |
| ------- | ------------- | ------------- |
| русские | 5399 (65,9 %) | 6945 (68,4 %) |
| татары  | 2150 (26,2 %) | 2990 (29,4 %) |

## Улицы
- Адмиралтейская
- Архангельская
- Архангельский переулок
- Большая
- Брюсова
- Военная
- Жуковка
- Иовлева
- Казахская
- Карельская
- Клары Цеткин
- Кожевенная
- Красного Химика
- Кызыл-Армейская
- Мало-Московская
- Милицейская
- Милицейский переулок
- Поселковая
- Проходный переулок
- Речная
- Сардара Ваисова
- Серп и Молот
- Столярова
- Урицкого
- Чистоозерская
- Широкая

### Исчезнувшие улицы
- Каширская
- Пристанская
- Озёрная
- Тесная

### Комментарии
1. ↑  первые два мужские, а третье — женское